# (4883) Korolirina
(4883) Korolirina est un astéroïde de la ceinture principale.

## Description
(4883) Korolirina est un astéroïde de la ceinture principale. Il fut découvert le 5 septembre 1978 à Naoutchnyï par Nikolaï Tchernykh. Il présente une orbite caractérisée par un demi-grand axe de 2,74 UA, une excentricité de 0,24 et une inclinaison de 5,9° par rapport à l'écliptique.

## Compléments